# Longview (пісня)
Longview — перший значний сингл американського поп-панк гурту Green Day. Виданий 1 лютого 1994 року на Reprise Records. Це четверта пісня на альбомі Dookie. Є першим сингл колективу, який увійшов до чарту Modern Rock у США. Відео на пісню було гарно представлено на MTV, що сприяло росту популярності колективу.
Основною темою пісні є нудьга. У пісні розповідається, про нудний день, коли ти просто сидиш біля будинку, мастурбуєш та куриш марихуану і нічим корисним не займаєшся.
Під час 21st Century Breakdown World Tour Біллі Джо Армстронг вибирав випадковим чином глядача з залу та запрошував його проспівати на сцені цю пісню.
У 1995 році Green Day отримали Греммі у номінації «Найкраще хард рок виконання» за цю пісню. Журнал Rolling Stone постави пісню Longview на третє місце у списку найкращих синглів 1994 року.
Синг Longview увійшов до збірки найкращих пісень International Superhits! у 2001 році, а його концертні записи увійшли до Bullet in a Bible CD/DVD.

## Список пісень

### Оригінальна версія
1. "Longview" – 3:59
2. "Welcome to Paradise" (live)
3. "One of My Lies" (live)

- Концертні версії записані 11 березня 1994 року у місті Санкт-Петербург, штат Флорида. Ці є концертні записи є на диску Live Tracks.

### Німецька версія
1. "Longview" – 3:59
2. "Going to Pasalacqua" (live) – 4:12
3. "F.O.D." (live) – 2:44
4. "Christie Road" (live) – 3:49

### Card sleeve
1. "Longview" - 3:39
2. "On the Wagon" - 2:48
3. "F.O.D." (live) - 2:44

- Концертні версії записані 11 березня 1994 року у місті Санкт-Петербург (Флорида) Санкт-Петербург, штат Флорида.

### Видання на 7" вінілових платівках
1. "Longview"
2. "Welcome to Paradise"
3. "Coming Clean"
4. "Chump" (виступ у Стокгольмі, Швеція)

### Промо CD
1. "Chump/Longview/Welcome to Paradise" - 9:01
2. "Longview" (Video Enhancement) - 4:10